# Partido di Escobar
Il partido di Escobar è un dipartimento (partido) dell'Argentina facente parte della Provincia di Buenos Aires. Il capoluogo è Belén de Escobar.

## Geografia fisica

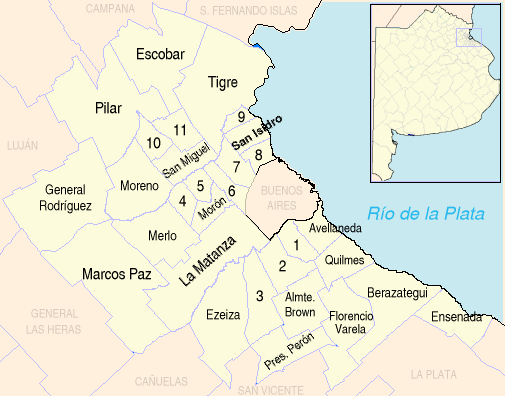
Il partido di Escobar all'interno dell'area urbana di Buenos Aires.

La provincia ha una popolazione di circa 178.000 abitanti su una superficie di 277 km2, e la sua capitale è Belén de Escobar, che si trova a 32 km da Buenos Aires.
Escobar è sede di una importante comunità d'origine giapponese.

## Insediamenti

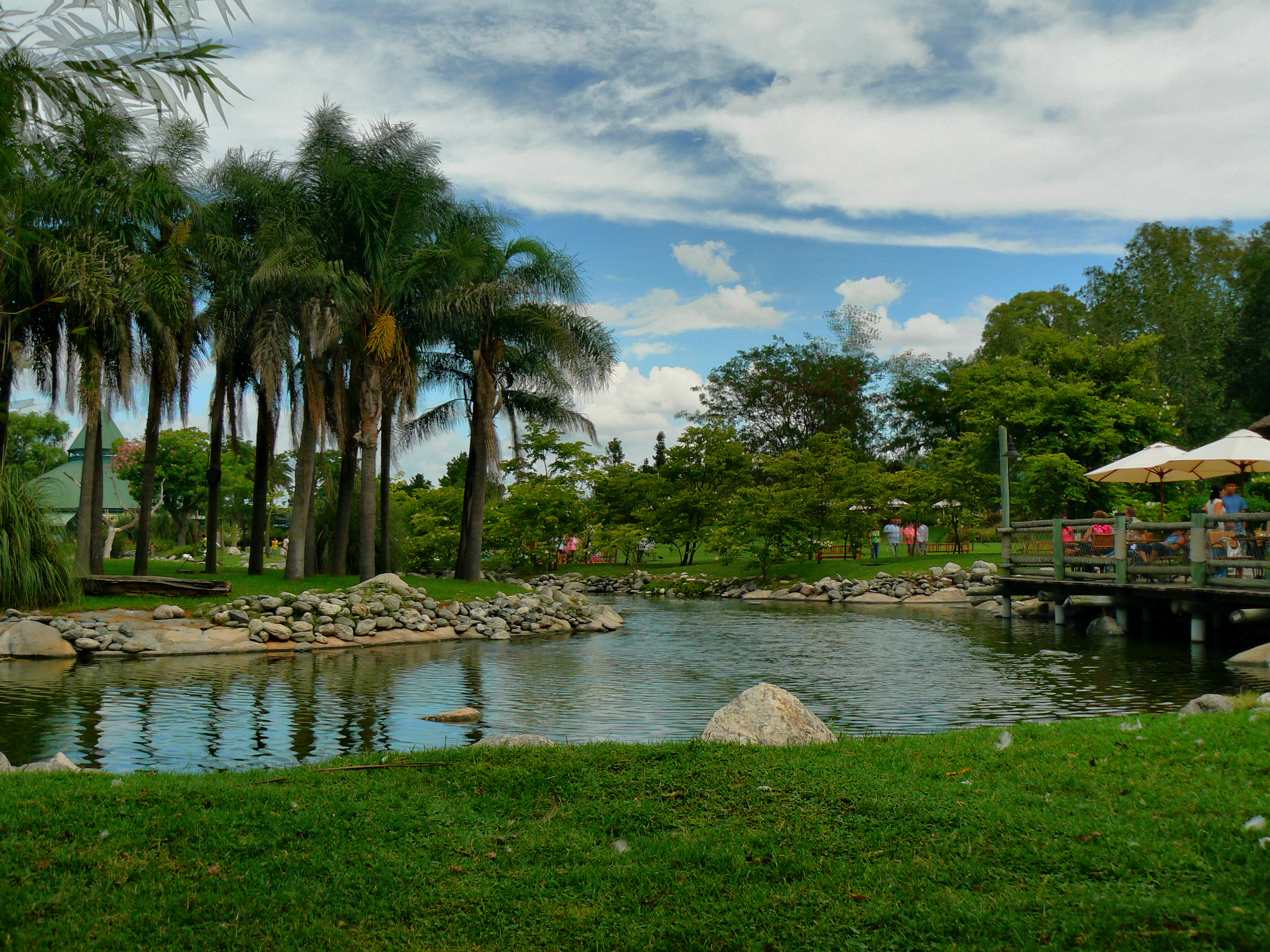
Temaikèn Safari Park.

- Belén de Escobar
- Garín
- Ingeniero Maschwitz
- Matheu
- Savio
- 24 de Febrero
- Loma Verde
- Paraná